# Сен-Льё-ле-Лавор
Сен-Льё-ле-Лаво́р (фр. Saint-Lieux-lès-Lavaur, окс. Sant Lionç de La Vaur) — коммуна во Франции, находится в регионе Юг — Пиренеи. Департамент — Тарн. Входит в состав кантона Лавор. Округ коммуны — Кастр.
Код INSEE коммуны — 81261.

## География
Коммуна расположена приблизительно в 570 км к югу от Парижа, в 32 км северо-восточнее Тулузы, в 36 км к юго-западу от Альби.
По территории коммуны протекает река Агу.

## Климат
Климат умеренно-океанический. Зима мягкая и дождливая, лето жаркое с частыми грозами. Ветры довольно редки.

## Население
Население коммуны на 2010 год составляло 878 человек.
| 1962 | 1968 | 1975 | 1982 | 1990 | 1999 | 2010 |
| ---- | ---- | ---- | ---- | ---- | ---- | ---- |
| 377  | 352  | 337  | 362  | 432  | 539  | 878  |

## Администрация
| Период | Период | Фамилия              | Партия | Примечания |
| ------ | ------ | -------------------- | ------ | ---------- |
| 1974   | 2001   | Луи Бард             |        |            |
| 2001   | 2008   | Фредерик Пюжоль-Сюке |        |            |
| 2008   | 2020   | Макс Бержон          |        |            |

## Экономика
В 2007 году среди 535 человек в трудоспособном возрасте (15—64 лет) 420 были экономически активными, 115 — неактивными (показатель активности — 78,5 %, в 1999 году было 73,2 %). Из 420 активных работали 394 человека (210 мужчин и 184 женщины), безработных было 26 (11 мужчин и 15 женщин). Среди 115 неактивных 29 человек были учениками или студентами, 39 — пенсионерами, 47 были неактивными по другим причинам.

## Фотогалерея

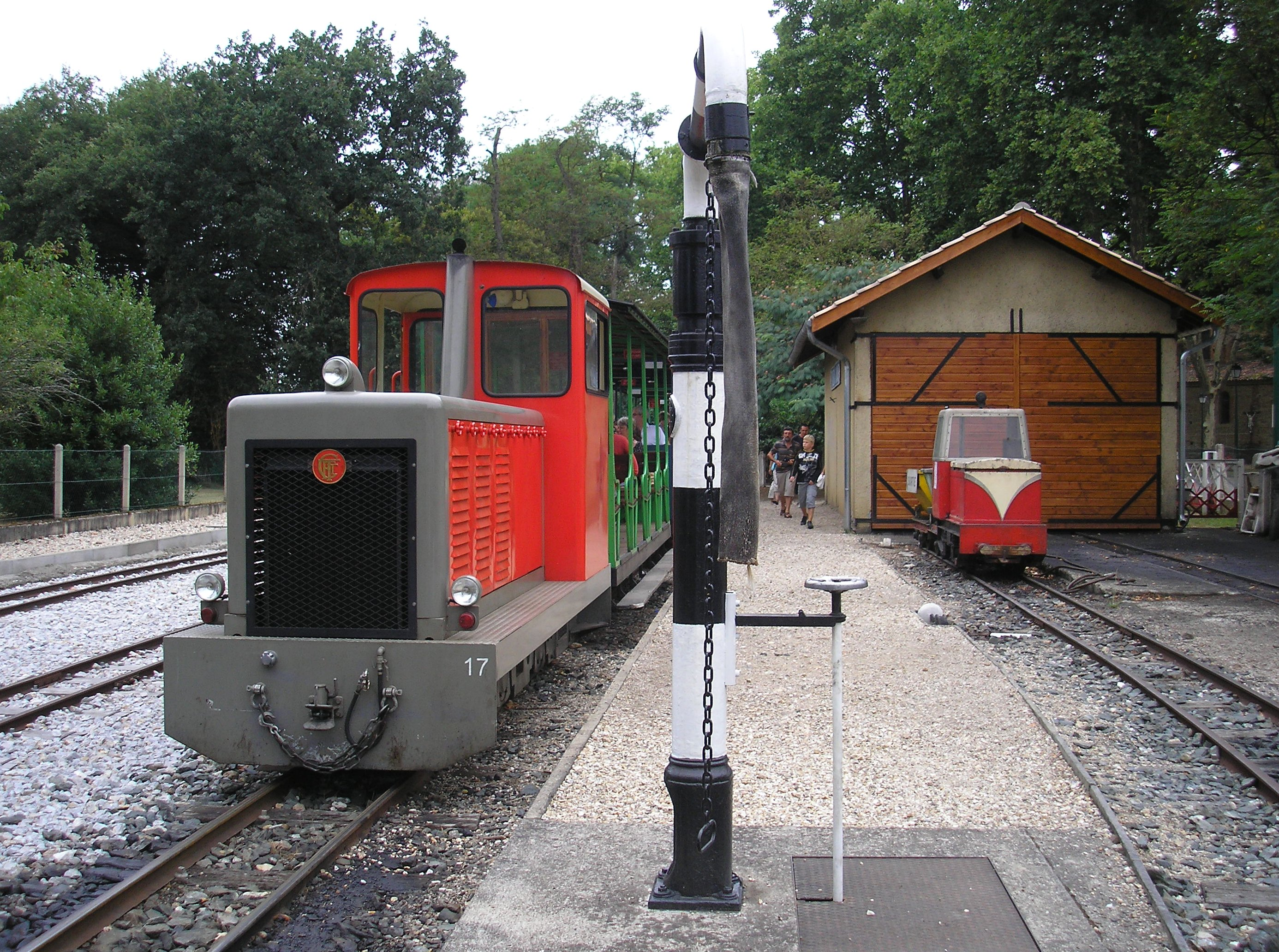
Туристическая железная дорога
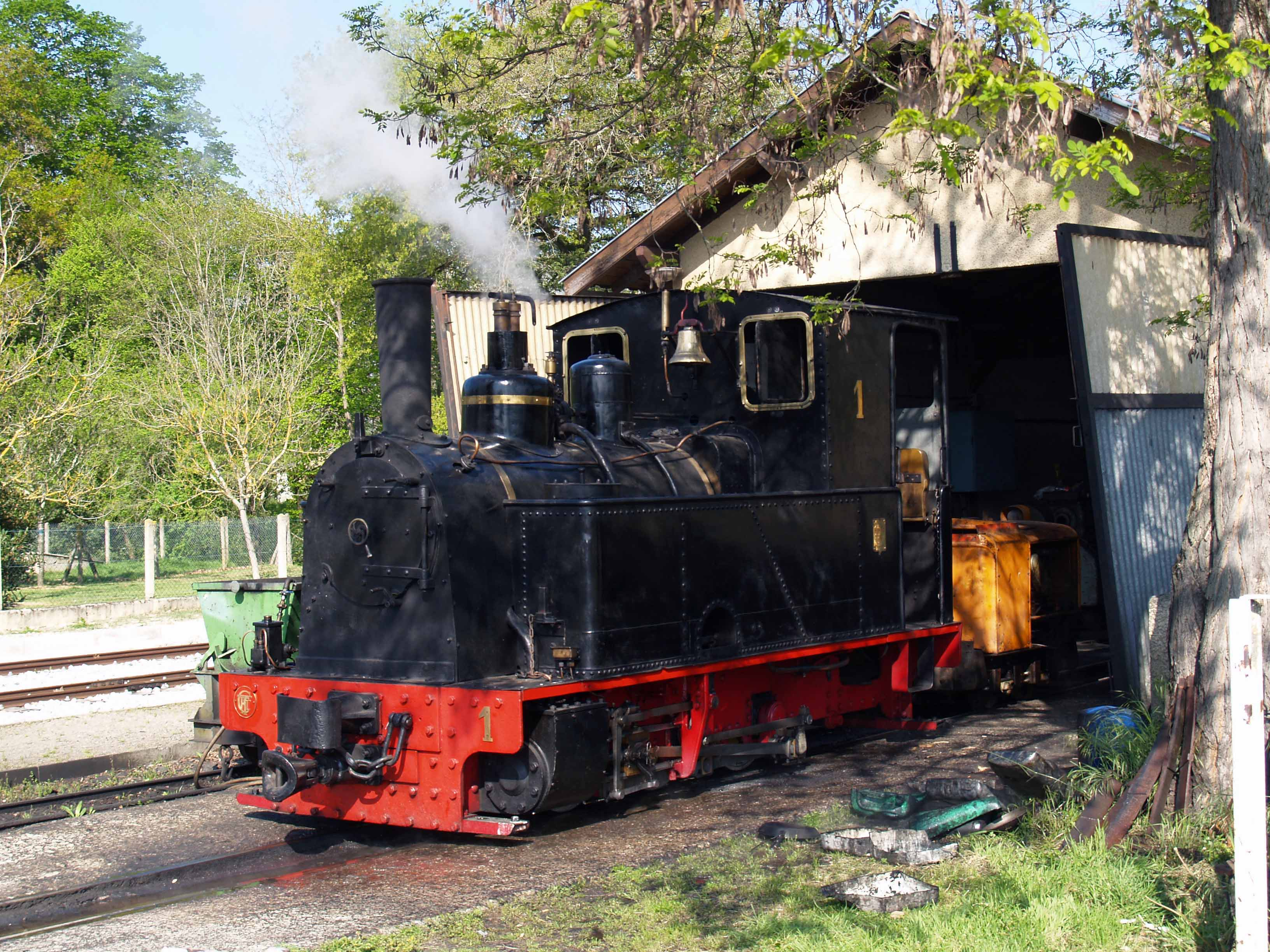
Туристическая железная дорога
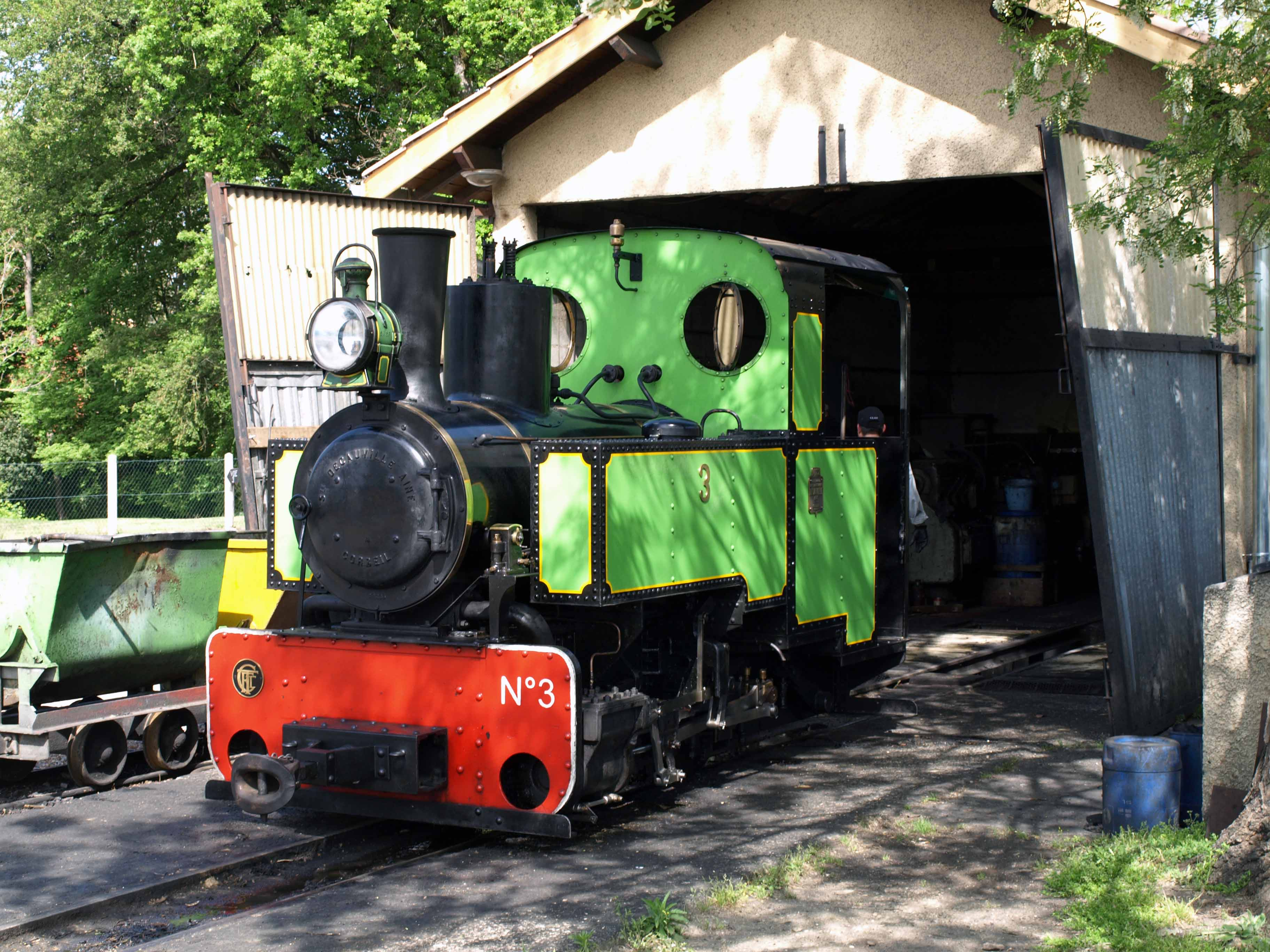
Туристическая железная дорога
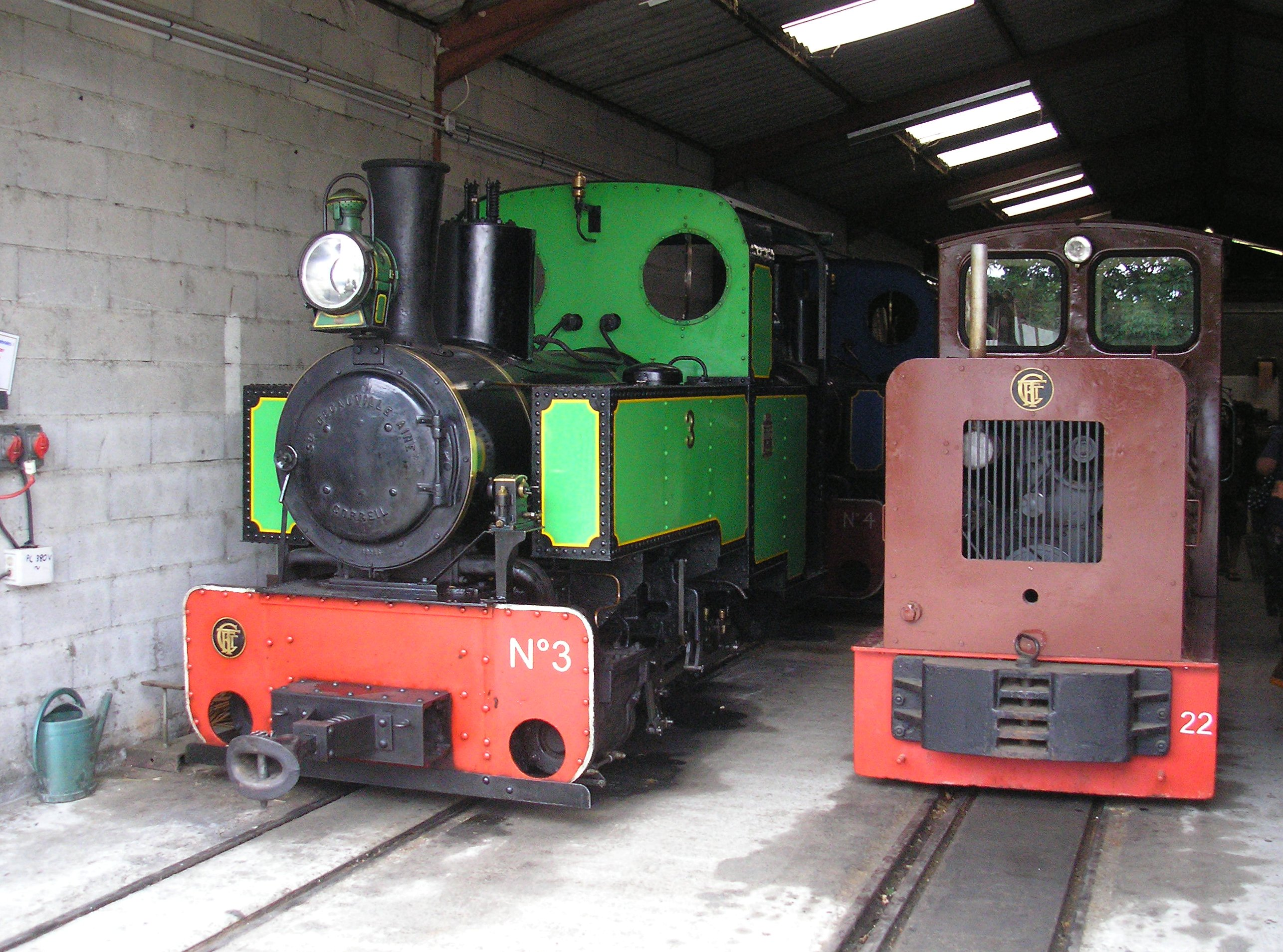
Туристическая железная дорога
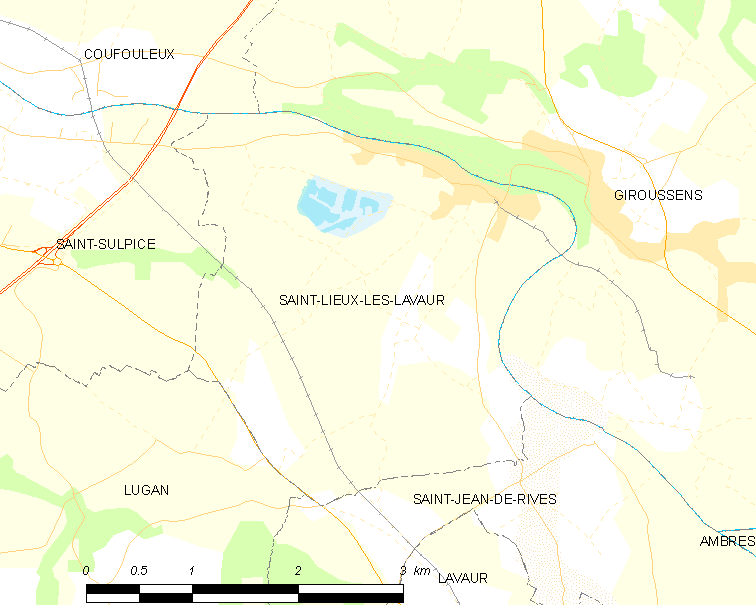
Карта коммуны